# Liberale Partei (Japan, 1998–2003)

Parteilogo

Die Liberale Partei (jap. 自由党, Jiyū-tō) war eine politische Partei in Japan. Sie wurde am 6. Januar 1998 von Ichirō Ozawa gegründet und versammelte Teile der kurz zuvor aufgelösten Neuen Fortschrittspartei.
Bei den Oberhauswahlen im Juli 1998 wurden sechs ihrer Kandidaten gewählt, wodurch die Liberale Partei mit zwölf Sitzen nur knapp hinter den Sozialdemokraten lag. Anfangs arbeitete sie in der Opposition mit der Demokratischen Partei zusammen. Im Januar 1999 ging sie jedoch eine Regierungskoalition mit der Liberaldemokratischen Partei (LDP) von Premierminister Keizō Obuchi ein, die im Oberhaus über keine eigene Mehrheit verfügte und auf Stimmen von Unabhängigen angewiesen war. Nachdem im Oktober die wiedergegründete Kōmeitō in die Koalition eingetreten war, sah Ozawa das Profil der Liberalen Partei mit der Zeit in Gefahr und verließ die Koalition im April 2000 wieder. Einige Mitglieder um Generalsekretär Takeshi Noda wollten die Zusammenarbeit jedoch fortsetzen und verließen die Liberale Partei, um die Konservative Partei (保守党, Hoshutō) zu gründen, die in der Koalition verblieb.
Bei den Unterhauswahlen im Juni 2000 wurde die Liberale Partei mit 22 Sitzen zwar zweitgrößte Oppositionspartei, blieb allerdings deutlich hinter der Demokratischen Partei (mit 127 der insgesamt 480 Mandate) zurück. In der Oberhauswahl im darauf folgenden Jahr konnte sie ihre sechs zur Wahl stehenden Sitze verteidigen. Zwar hatte die Liberale Partei sich in der Parteienlandschaft etabliert; dennoch entschied sich Ozawa im September 2003, mit seinen Anhängern der Demokratischen Partei beizutreten, um die Opposition gegen die unter Jun’ichirō Koizumi erstarkte LDP zu bündeln. In der neuen Partei organisieren sich die ehemaligen Liberalen in der Faktion des Isshinkai (一新会).
Die Liberale Partei hatte Beobachterstatus in der Liberalen Internationale.

## Weitere Führungspolitiker der Liberalen Partei
- Hirohisa Fujii, Generalsekretär ab April 2000
- Toshihiro Nikai
- Kenji Yamaoka
- Toshiki Kaifu